# سازمان زندان‌های اسرائیل
سازمان زندان‌های اسرائیل (انگلیسی: Israel Prison Service، عبری: שירות בתי הסוהר‎، ت. «Sherut Batei HaSohar»، عربی: إدارة السجون الإسرائيلية‎) در اسرائيل با مخفف شاباس (عبری: שב״ס‎‎، ت. «Shabas») یا IPS معروف است. این آژانس دولتی مسئول نظارت بر زندان‌های اسرائیل است و زیرمجموعۀ وزارت امنیت ملی اسرائیل است. در سال ۲۰۱۴، نیروی کار آن ۸۸۰۰ نفر بود.